# إد بلايني
إد بلايني (بالإنجليزية: Ed Blaine)‏ هو لاعب كرة قدم أمريكية أمريكي، ولد في 1940 في فارمنغتون في الولايات المتحدة.

## وصلات خارجية
- إد بلايني على موقع مرجع كرة القدم المحترفة.كوم (الإنجليزية)